# Dumitru Crudu

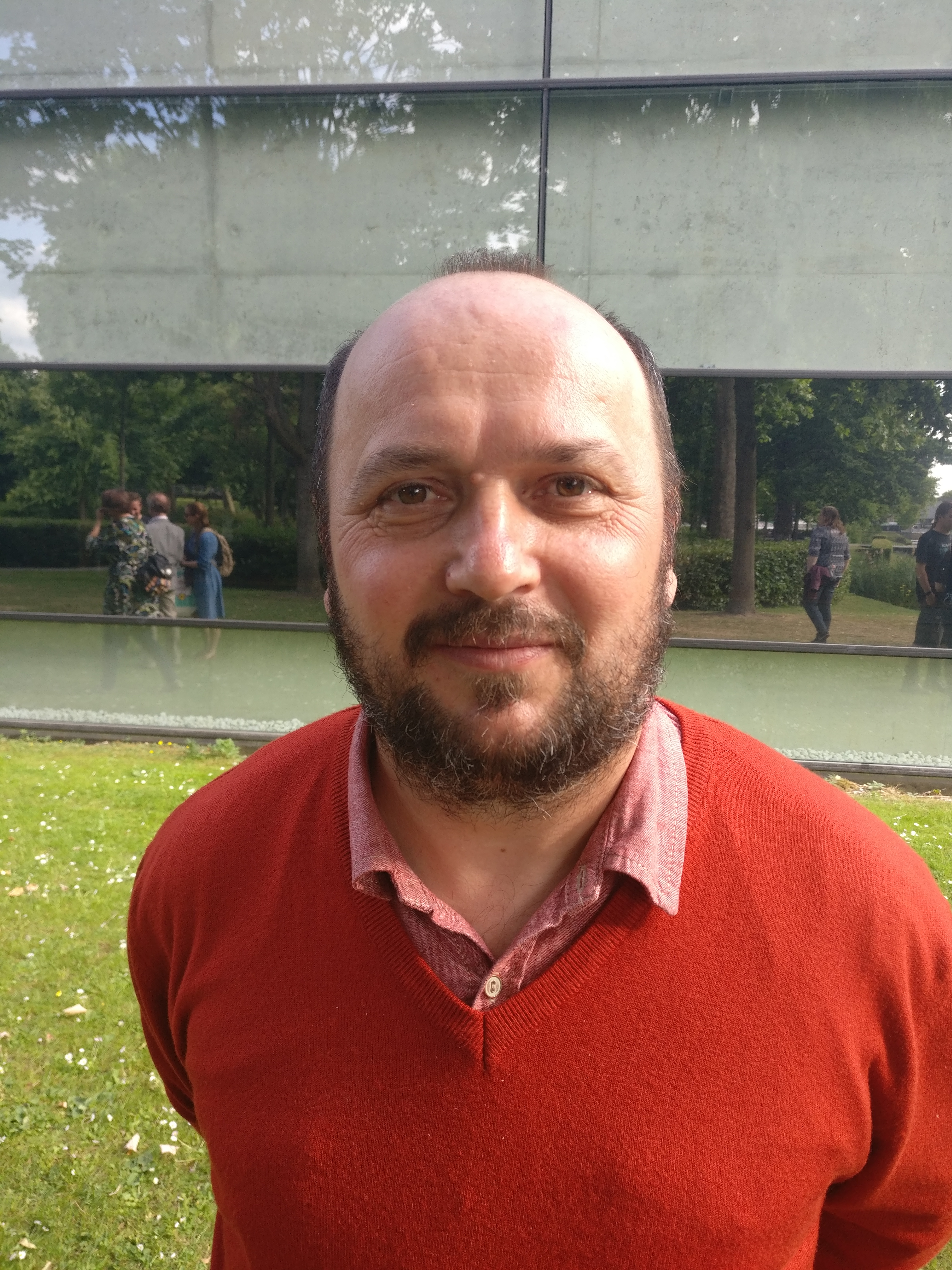
Dumitru Crudu

Dumitru Crudu (ur. 1968, Flutura) to rumuński poeta, prozaik, dramatopisarz i publicysta, współzałożyciel kierunku literackiego zwanego frakturyzmem, pochodzący z Mołdawii.
Studiował dziennikarstwo w Kiszyniowie, filologię w Tbilisi i Braszowie, tytuł magistra zdobył w Sybinie. W Kiszyniowie pracował dla Radia Wolna Europa i miejscowej prasy. Jest autorem kilku niekonwencjonalnych tomików poezji i tekstów dramatycznych, ale jego domeną jest proza: debiutancka powieść Măcel în Georgia („Rzeźnia w Gruzji”) swoją surowością i intensywnym erotyzmem przypomina twórczość postmodernisty Chucka Palahniuka, zbiór opowiadań Oameni din Chișinău („Ludzie z Kiszyniowa”) przybliża napiętą atmosferę wokół sfałszowanych wyborów parlamentarnych w 2009 roku. Mołdawska metropolia jest też miejscem akcji większości opowiadań w książkach Salutări lui Troțki („Proszę pozdrowić Trockiego”) i Moartea unei veverițe („Śmierć wiewiórki”). Jest jednym z najczęściej tłumaczonych na języki obce mołdawskich pisarzy współczesnych. Po polsku ukazał się w 2018 roku w przekładzie Joanny Kornaś-Warwas i Jakuba Kornhausera tomik wierszy Fałszywy Dymitr.
2 lipca 2019 roku był uczestnikiem festiwalu Miesiąc spotkań autorskich, który rozpoczął się w Brnie. Kolejnymi miastami, które pisarz odwiedził w ramach tego festiwalu stały: Ostrawa, Koszyce, Wrocław i Lwów.